# Precese zemské osy

Pohyb zemské osy: R = rotace Země kolem osy, P = precese, N = nutace

Animace precese

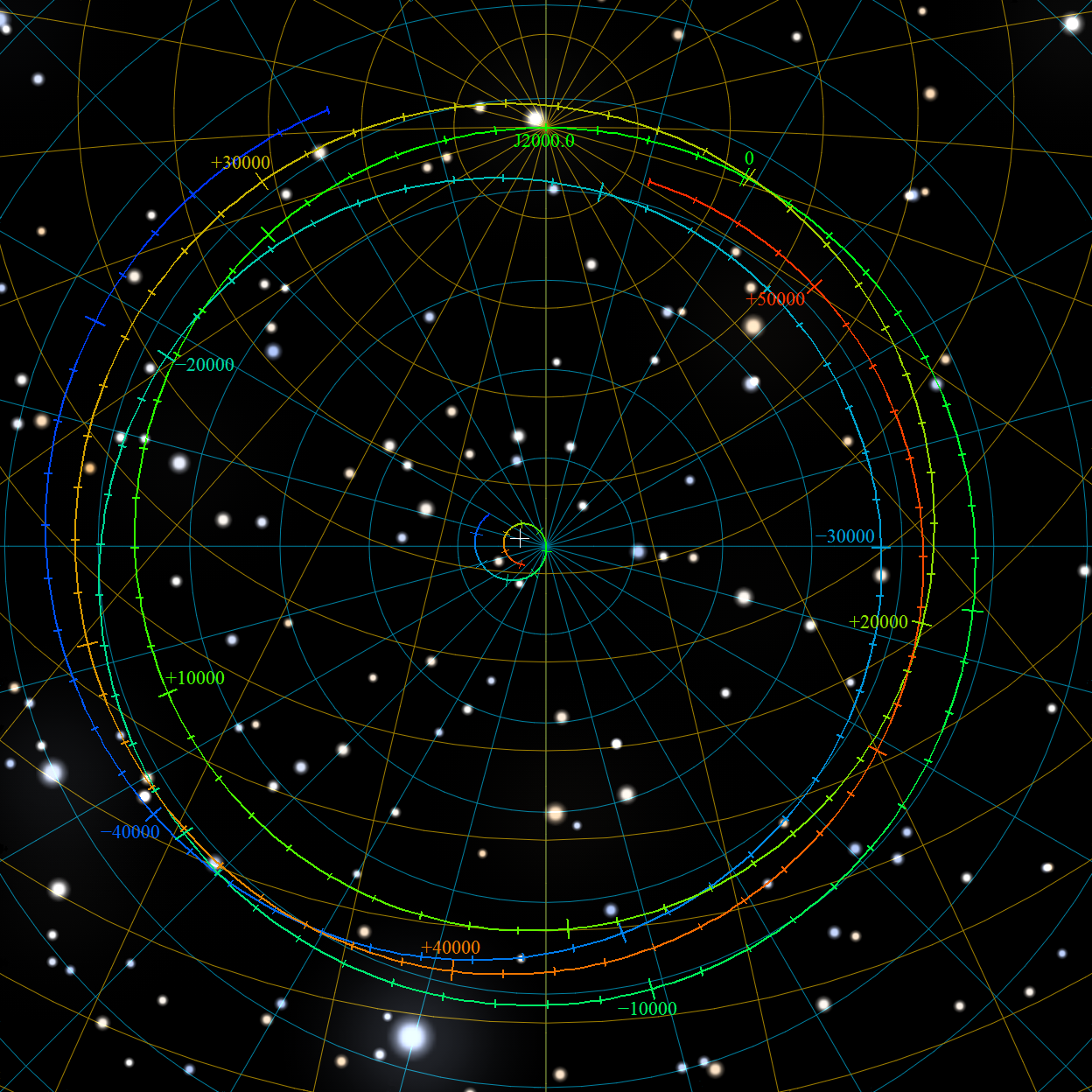
Projekce precesní dráhy severního pólu na pevné obloze epochy J2000.0 pro časový interval od 48000 př. n. l. do 52000 n. l.. Jasná hvězda dole je Vega

Precese zemské osy je krouživý pohyb zemské osy přibližně po plášti dvojkužele.
Jde o speciální případ obecného fyzikálního jevu, pozorovaného u rotujících hmotných těles (setrvačníků) a zvaného precese (v češtině doslova: předcházení).

## Výklad pojmu
V tomto případě však jde o velmi složitý pohyb, skládající se z několika složek. Nejvýznamnějším vlivem způsobujícím precesi zemské osy je gravitační působení Měsíce a Slunce na zemské těleso. Protože Země nemá tvar koule, ale v prvním přiblížení tvar rotačního elipsoidu, snaží se Měsíc stočit osu zemského tělesa tak, aby se rovníková výduť Země dostala do roviny oběhu Měsíce kolem Země. Podobně gravitační síla Slunce se snaží stejným způsobem dostat rovníkovou výduť do roviny oběhu Země kolem Slunce (tedy do roviny ekliptiky). Oba tyto vlivy působí na Zemi, kterou si můžeme představit jako obrovský setrvačník, tak, že její osa vykonává precesní pohyb (vychyluje se ve směru kolmém na okamžitou polohu osy zemské rotace a zároveň kolmou na dvojici gravitačních sil působících na rovníkovou výduť). Tato rozhodující část precese zemské osy se nazývá lunisolární precese zemské osy. Současná hodnota posuvu jarního bodu je přibližně 50,40″/rok, a to proti směru zdánlivého pohybu Slunce po nebeské sféře. Z této hodnoty asi 60 % připadá na gravitační vliv Měsíce a 40 % na vliv Slunce.
Osa dvojkužele, který přitom zemská osa opisuje, míří k pólu ekliptiky, který se nachází v souhvězdí Draka. Světový pól je v současnosti od pólu ekliptiky vzdálen o úhel 23°27′ (tj. o sklon zemského rovníku k rovině ekliptiky). Pouhým působením lunisolární precese by zemská osa vykonala plný kruh za dobu 25 725 let.
Na Zemi však působí i ostatní planety, které svým gravitačním vlivem zároven způsobují tzv. planetární precesi. Tato síla mění orientaci roviny zemské dráhy v prostoru tak, že úhel mezi ekliptikou a zemským rovníkem osciluje v rozmezí od 21,92° do 24,30° s periodou přibližně 40 000 let. V současné době se zmenšuje o 0,46″/rok. V důsledku změny úhlu mezi ekliptikou a rovníkem se posouvá také jarní bod, a sice nyní o −0,12″/rok (tedy proti smyslu lunisolární precese). 
Složením obou těchto složek dostaneme všeobecnou (generální) precesi zemské osy, při níž se nebeský (světový) pól vrátí přibližně na dnešní místo za 25 800 let. Tuto periodu nazýváme Platónský rok. Současná hodnota posunu jarního bodu činí 50,26″/rok.
Podle obecné teorie relativity by se měla rychlost posunu jarního bodu ještě zmenšovat o 0,02″/rok. Tento efekt se nazývá geodetický efekt.
Tím však složitost pohybu zemské osy nekončí. V důsledku gravitačního působení Slunce na oběh Měsíce kolem Země se pravidelně mění orientace roviny dráhy Měsíce kolem Země s periodou 18,6 roku. Ve stejné periodě vykonává zemská osa jemný krouživý pohyb, který se nazývá nutace a představuje výkyv až o ±9,2″. A konečně, nejméně patrnou složkou pohybu zemské osy je tzv. Chandlerův výkyv s periodou 432-433 dnů, který představuje změnu pouhých 9 m, takže bývá zanedbáván s výjimkou velmi přesných systémů měření.
V současné době je severní nebeský pól přibližně ve vzdálenosti asi 1° od Polárky, ale v důsledku precese se k ní nyní stále přibližuje, až kolem roku 2102 bude k ní nejblíže. Pak se opět začne od ní vzdalovat a její úlohu při navigaci převezmou jiné hvězdy, např. zhruba za 12 000 let to bude hvězda Vega v souhvězdí Lyry.
Pro astrometrická měření poloh nebeských objektů má precese velký význam, protože způsobuje posun jarního bodu, který je spolu s nebeským pólem výchozím bodem pro rovníkové souřadnice používané pro stanovení poloh hvězd, planet a dalších nebeských objektů. Jejich souřadnice se tak s časem nepatrně mění a je třeba na to brát ohled. Všechny přesné údaje o polohách nebeských objektů proto musí být vztaženy k nějakému pevnému datu (ekvinokcium).
Precese zemské osy může být pomocným vodítkem při určování stáří prehistorických staveb, sledujících pohyby nebeských těles.
Předpokládá se, že změna precese zemské osy je jeden z faktorů vzniku a zániku ledových dob (glaciál).